# Aston Barrett
Aston Francis Barrett (ur. 22 listopada 1946 w Kingston, zm. 3 lutego 2024 w Miami) – jamajski basista.
Wraz z bratem, perkusistą Carltonem, grał w takich zespołach jak The Wailers Boba Marleya i The Upsetters. Używał pseudonimu „Family Man”.
Był ojcem 41 dzieci.